# Герб Праги
Герб Праги (чеськ. Znak hlavního města Prahy) — один з офіційних символів столиці Чехії міста Праги.

## Опис
Герб має геральдичний щит іспанської форми і пофарбований в пурпуровий колір. У центрі щита зображена кам'яна фортеця з двостулковими воротами та трьома вежами. Ворота на фортеці розкриті, решітка піднята. У воротах видно руку, закуту в срібні лицарські лати і стискаючу меч. Цей символ з'явився в 1694 році після захисту міста від шведських окупантів. Щит увінчаний трьома коронованими червоно-срібними лицарськими шоломами. На верху герба зображені 12 списів з кольоровими прапорами, по центру зображений коронований лев. Щитотримачами виступають два леви. Основою для герба служать гілки липового дерева. На гербі написаний девіз міста: «PRAGA CAPUT REIPUBLICAE» в перекладі « ПРАГА — ГОЛОВА РЕСПУБЛІКИ» .

## Райони

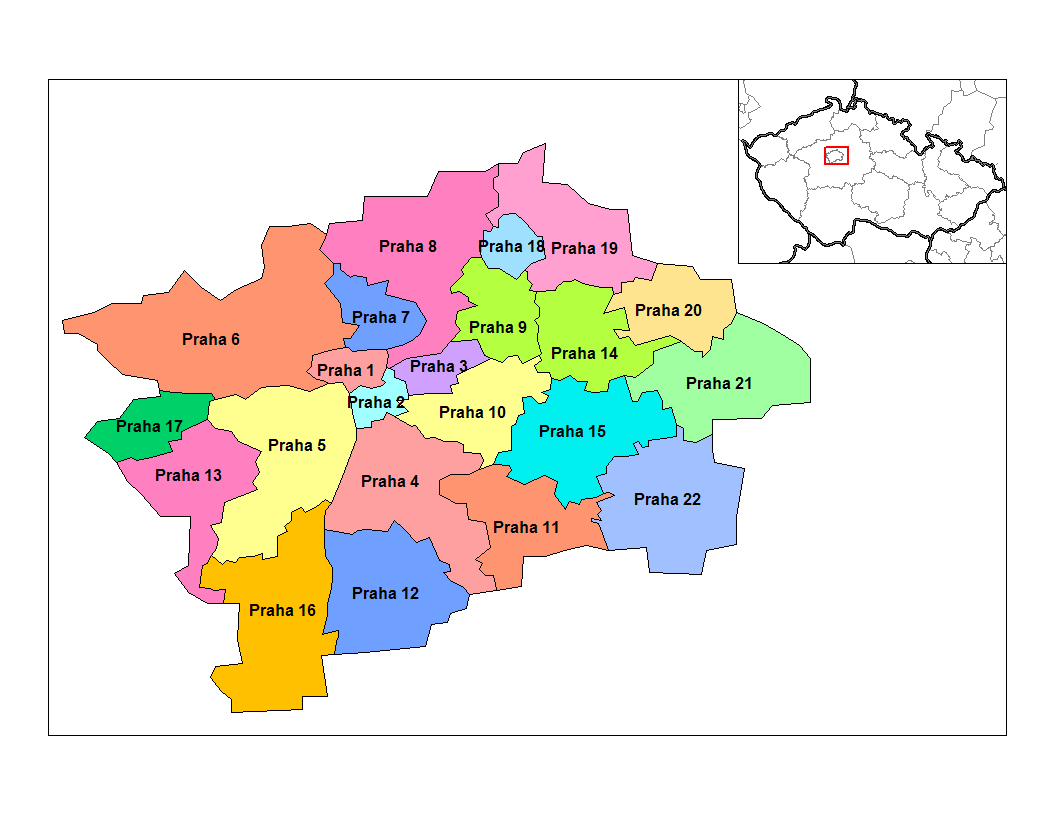
Райони Праги

Прага 1
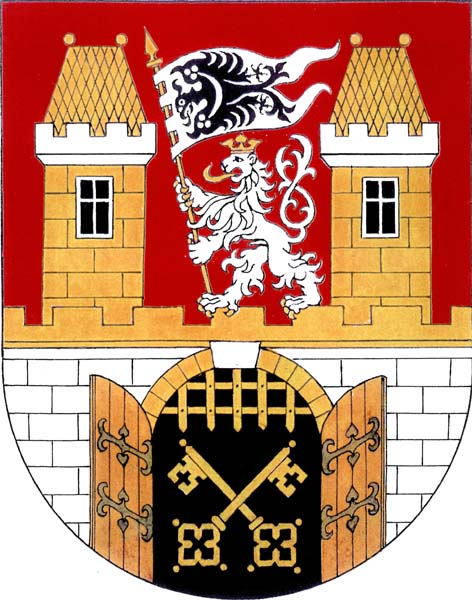
Прага 2
Прага 3
Прага 4
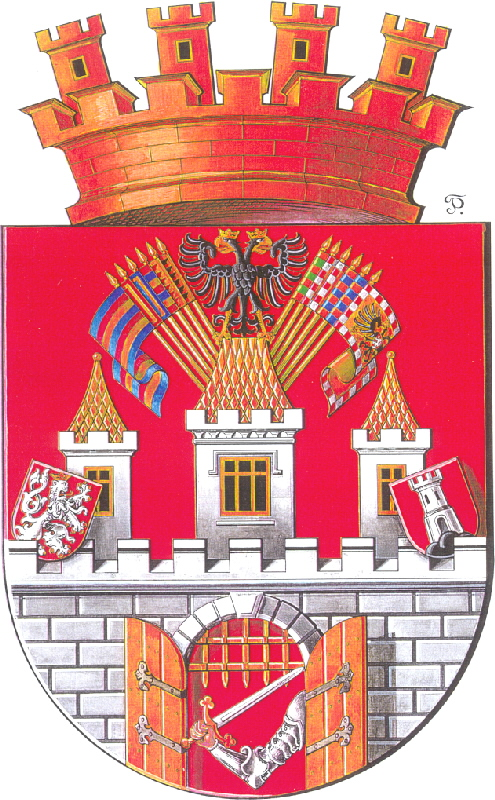
Прага 5
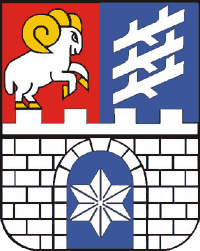
Прага 6
Прага 7
Прага 8
Прага 9
Прага 10
Прага 11
Прага 12
Прага 13
Прага 14
Прага 15
Прага 16
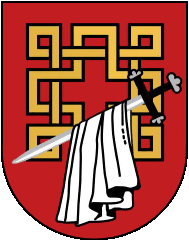
Прага 17
Прага 18
Прага 19
Прага 20
Прага 21
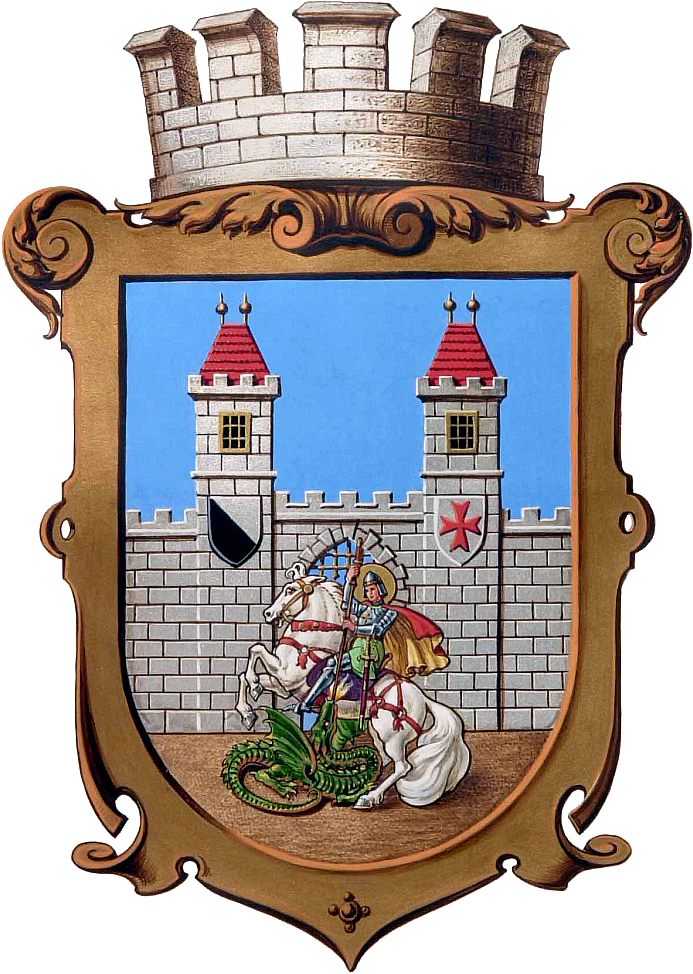
Прага 22